# Fermín Vélez

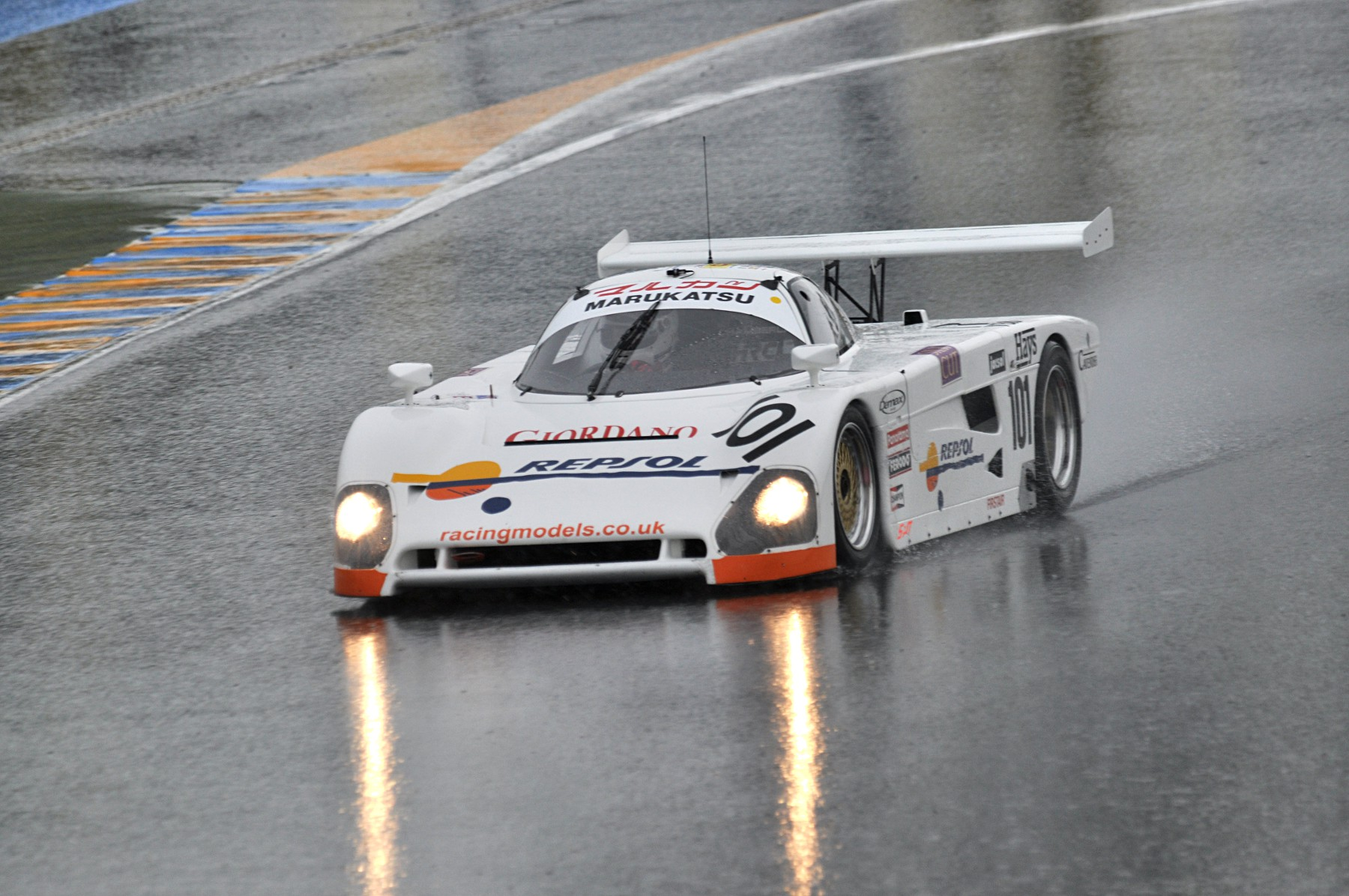
Der Spice SE88C von Nick Adams, Luigi Taverna von Fermín Vélez beim 24-Stunden-Rennen von Le Mans 1989

Fermín Vélez Bisbe (* 3. April 1959 in Barcelona; † 31. März 2003 ebenda) war ein spanischer Automobilrennfahrer.

## Karriere
Nach ersten Motorsportversuchen im Kartsport begann die professionelle Rennkarriere des Spaniers 1978 spät. Mit 29 Jahren zählte er Ende der 1970er-Jahre zu den ältesten Fahrern in der internationalen Formel-3-Szene. Obwohl er in mehreren Formel-3-Rennserien aktiv war, gab es kaum zählbare Erfolge. Die Karriere geriet ins Stocken. Da es keine Aussicht auf einem weiteren Aufstieg im europäischen Monopostosport gab, fuhr er mangels ausreichender Sponsorgelder zu Beginn der 1980er-Jahre Bergrennen, denn dort waren die finanziellen Notwendigkeiten weit geringer als im Rundstreckensport. 1982 gewann er auf einem Simca 100 Rallye die Tourenwagen-Gesamtwertung der spanischen Bergmeisterschaft. 1985 wurde er spanischer Bergmeister aller Klassen auf einem Lola T292. 
Erst Mitte der 1980er-Jahre begann Vélez Sportwagenrennen zu fahren, 1986 für das Team des ehemaligen Rennfahrers John Fitzpatrick in der Sportwagen-Weltmeisterschaft, im selben Jahr gab er auch sein Debüt beim 24-Stunden-Rennen von Le Mans. Es folgte ein Jahr später ein Werksvertrag bei Spice Engineering. 
Seine größten Erfolge feierte er im US-amerikanischen Sportwagensport. 1995 gewann er auf einem Ferrari 333SP die Fahrerwertung der IMSA-World-Sports-Car-Championship, der Nachfolgeserie der IMSA-GTP-Serie. Von 1990 bis 1998 war er dort 58-mal am Start, feierte elf Rennsiege und war insgesamt 34-mal am Podium der ersten Drei, was ihn zu einem der Spitzenpiloten der IMSA machte. 1995 und 1997 siegte er beim 12-Stunden-Rennen von Sebring und wurde 1997 Zweiter beim 24-Stunden-Rennen von Daytona.
Auch im Monoposto hatte er in den USA Erfolg. Zweimal war bei den 500 Meilen von Indianapolis am Start. 1995 und fiel er aus und erreichte zwei Jahre später auf einem Dallara-Oldsmobile den zehnten Rang. 
Sein letzter großer Erfolg war der Gesamtsieg in der spanischen GTB-Meisterschaft 2000. Ende des Jahres erkrankte er an Krebs und musste sein Rennaktivitäten einstellen. Im März 2003 starb er nach langer, schwerer Krankheit in seiner Heimatstadt Barcelona.

## Statistik

### Le-Mans-Ergebnisse
| Jahr | Team                    | Fahrzeug         | Teamkollege       | Teamkollege         | Platzierung            | Ausfallgrund  |
| ---- | ----------------------- | ---------------- | ----------------- | ------------------- | ---------------------- | ------------- |
| 1986 | John Fitzpatrick Racing | Porsche 956B     | Emilio de Villota | George Fouché       | Rang 4                 |               |
| 1987 | Spice Engineering       | Spice SE86C      | Gordon Spice      | Philippe de Henning | Rang 6 und Klassensieg |               |
| 1989 | Chamberlain Engineering | Spice SE88C      | Nick Adams        | Luigi Taverna       | Ausfall                | Ventilschaden |
| 1990 | Spice Engineering       | Spice SE90C      | Tim Harvey        | Chris Hodgetts      | Rang 18                |               |
| 1996 | Rocket Sports Racing    | Ferrari 333SP LM | Andy Evans        | Yvan Muller         | Ausfall                | kein Benzin   |
| 1998 | Doyle Risi Racing       | Ferrari 333SP    | Wayne Taylor      | Eric van de Poele   | Rang 8 und Klassensieg |               |

### Sebring-Ergebnisse
| Jahr | Team                  | Fahrzeug      | Teamkollege     | Teamkollege       | Teamkollege      | Platzierung | Ausfallgrund |
| ---- | --------------------- | ------------- | --------------- | ----------------- | ---------------- | ----------- | ------------ |
| 1990 | Spice Engineering USA | Spice SE90P   | Tomas Lopez     | Richard Piper     |                  | Rang 14     |              |
| 1991 | Bieri Racing          | Spice SE89P   | Martino Finotto | Ruggero Melgrati  |                  | Ausfall     | Unfall       |
| 1992 | Scandia Motorsports   | Kudzu DG-2    | Andy Evans      | Jay Cochran       |                  | Ausfall     | Aufhängung   |
| 1995 | Scandia Motorsports   | Ferrari 333SP | Andy Evans      | Eric van de Poele |                  | Gesamtsieg  |              |
| 1997 | Team Scandia          | Ferrari 333SP | Andy Evans      | Yannick Dalmas    | Stefan Johansson | Gesamtsieg  |              |
| 1998 | Doyle-Risi Racing     | Ferrari 333SP | Wayne Taylor    | Eric van de Poele |                  | Ausfall     | Wagenbrand   |

### Einzelergebnisse in der Sportwagen-Weltmeisterschaft
| Saison | Team                    | Rennwagen               | 1   | 2   | 3   | 4   | 5   | 6   | 7   | 8   | 9   | 10  |
| ------ | ----------------------- | ----------------------- | --- | --- | --- | --- | --- | --- | --- | --- | --- | --- |
| 1986   | John Fitzpatrick Racing | Porsche 956             | MON | SIL | LEM | NÜN | BRH | JER | NÜR | SPA | FUJ |     |
| 1986   | John Fitzpatrick Racing | Porsche 956             | 10  | 5   | 4   |     |     | 8   | 3   | 11  |     |     |
| 1987   | Spice Engineering       | Spice SE86C Spice SE87C | JAR | JER | MON | SIL | LEM | NÜN | BRH | NÜR | SPA | FUJ |
| 1987   | Spice Engineering       | Spice SE86C Spice SE87C | 9   | 4   | 7   | 7   | 6   | 6   | 8   | DNF | 10  | 8   |
| 1989   | Chamberlain Engineering | Spice SE86C Spice SE89C | SUZ | DIJ | JAR | BRH | NÜR | DON | SPA | MEX |     |     |
| 1989   | Chamberlain Engineering | Spice SE86C Spice SE89C | 23  | 11  | 13  | 8   | DNF | 15  | 13  | 14  |     |     |
| 1990   | Spice Engineering       | Spice SE90C Porsche 962 | SUZ | MON | SIL | SPA | DIJ | NÜR | DON | MOT | MEX |     |
| 1990   | Spice Engineering       | Spice SE90C Porsche 962 |     | 11  | 3   | 4   | DNF |     |     | 17  | 10  |     |